# ヌマガヤツリ

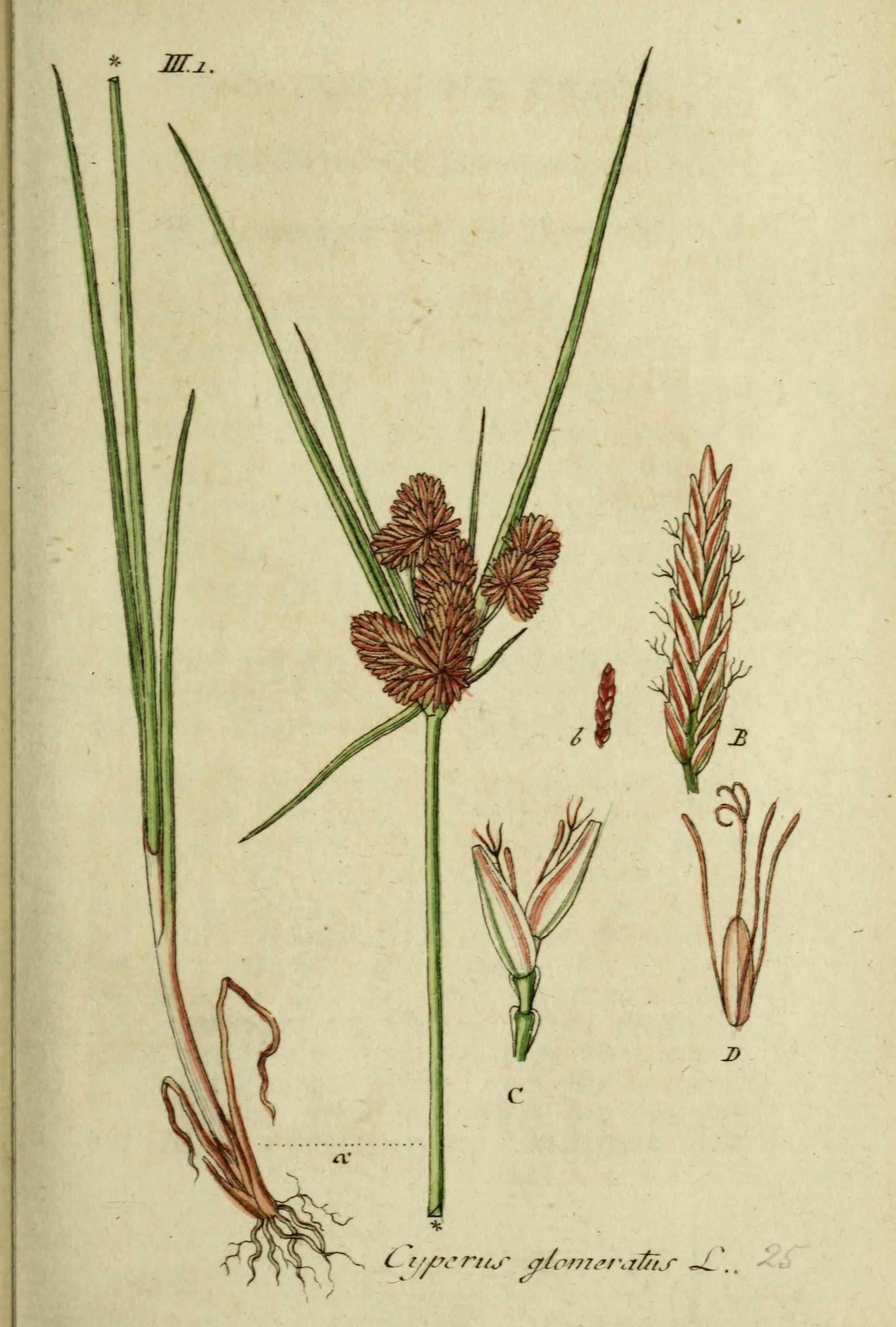
図版

ヌマガヤツリ Cyperus glomeratus L. 1756. はカヤツリグサ科カヤツリグサ属の植物の1つ。大柄なカヤツリグサ類で、茶色で楕円形にまとまった穂を多数つける。

## 特徴
大柄になる1年生の草本。ただし越年することもあり、短命な多年生草本とも言われる。やや束になって茎を出し、ひげ根は太い。草丈は50～80cm、時に120cmに達する。葉は根出状に出て、幅広い線形で茎と同質で質が厚く、葉幅は1cm程になる。葉の基部は鞘となって茎の基部を包み、葉身の先端は長く次第に尖る。基部の鞘は淡い赤褐色に色づく。茎は太い3稜形の柱状で、基部は時に太くなっている。
花期は秋で、茎の先端に花序をつける。花序の基部にある苞は3～6個あって葉状に発達し花序より遙かに長くなる。苞の内側から複性の散房花序を数個出し、その花序枝の長いものは10cmを超える。花序全体の長さは6～13cm、幅3～10cmに達し、3～5本の柄が伸びてそれぞれの先に3～5個の花穂が密集して着く。個々の花穂は円柱形、長楕円形、楕円形などの形となり、最初は白緑色で後に黄褐色になる。花穂の長さは3～4cm。花穂は主軸の周りに多数の小穂が着いたものである。小穂は軸周りに密集し、そのために外側から花穂の主軸を見ることは出来ない。
小穂は線状披針形で長さは5mm程度（5～10mm）、15個内外の小花が2列に並んでいる。鱗片は乾皮質で、長楕円状披針形で先端は鈍く尖り、背部が緑色を帯びる。鱗片の長さは約2mm。鱗片の先端部は僅かに凹んでおり、中肋がそこから突き出している。この鱗片は小穂の軸に対してほとんど外向きに広がって着かず、そのために小穂はとても尖った感じに見える。雄しべは3本。果実は長楕円形で3つの稜があり、鱗片より短くて暗い色をしている。痩果の長さは約1mm、長楕円形で横断面は3稜形をしている。柱頭は3つに割れる。
和名は沼ガヤツリの意で、沼に生えるという意味である。

## 分布と生育環境
日本では本州のみに分布し、それも中国地方より東に見られる。東の側でも関東地方より西、とされている。北限は宮城県、という情報もあり、いずれにしても広く見られるものではないが、後述のように分布域の内側では特に絶滅危惧などの指定がない地域も多く、見られるところではそれほど珍しいものではない、ということかと思われる。
国外では朝鮮半島から中国、アムール、インド、ヨーロッパにまで分布している。国外にこれだけ広い分布域があるのに日本での分布が一部、それも中央寄りのみで西にも南にも北にもない、というのは少々奇妙である。
湿地に生える。低地の湿地や沼岸に生える。海岸の後背湿地、河川敷、水田周辺などに見られ、攪乱の多い不安定な立地を好む傾向がある、との声もある。

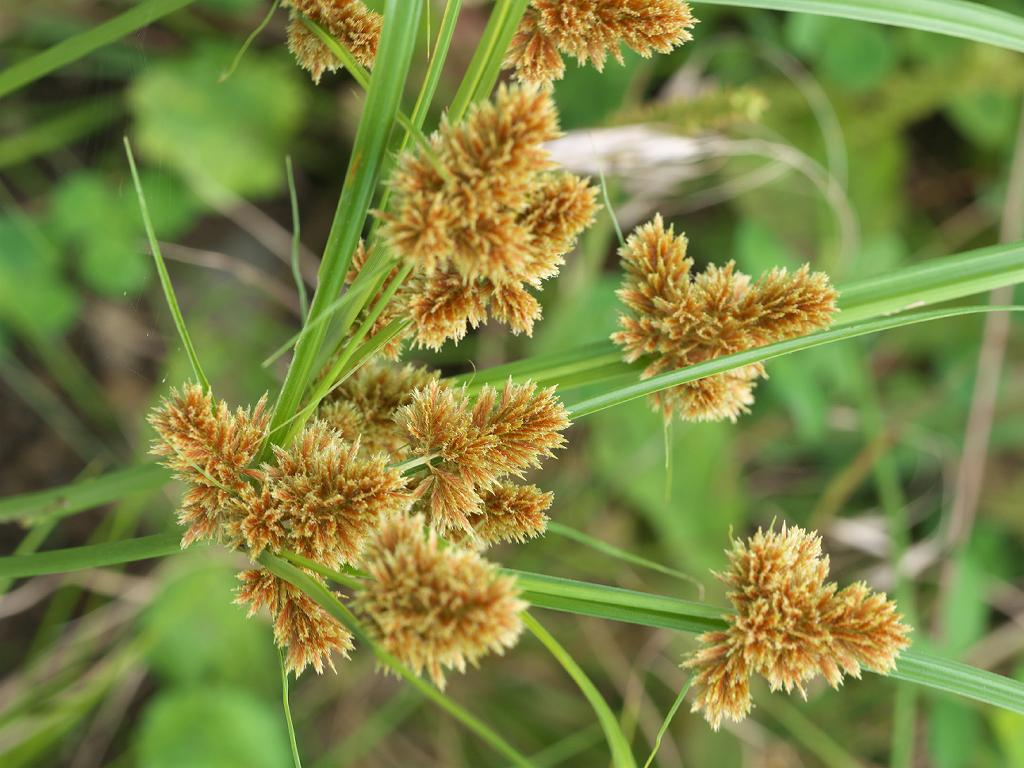
花序の拡大像
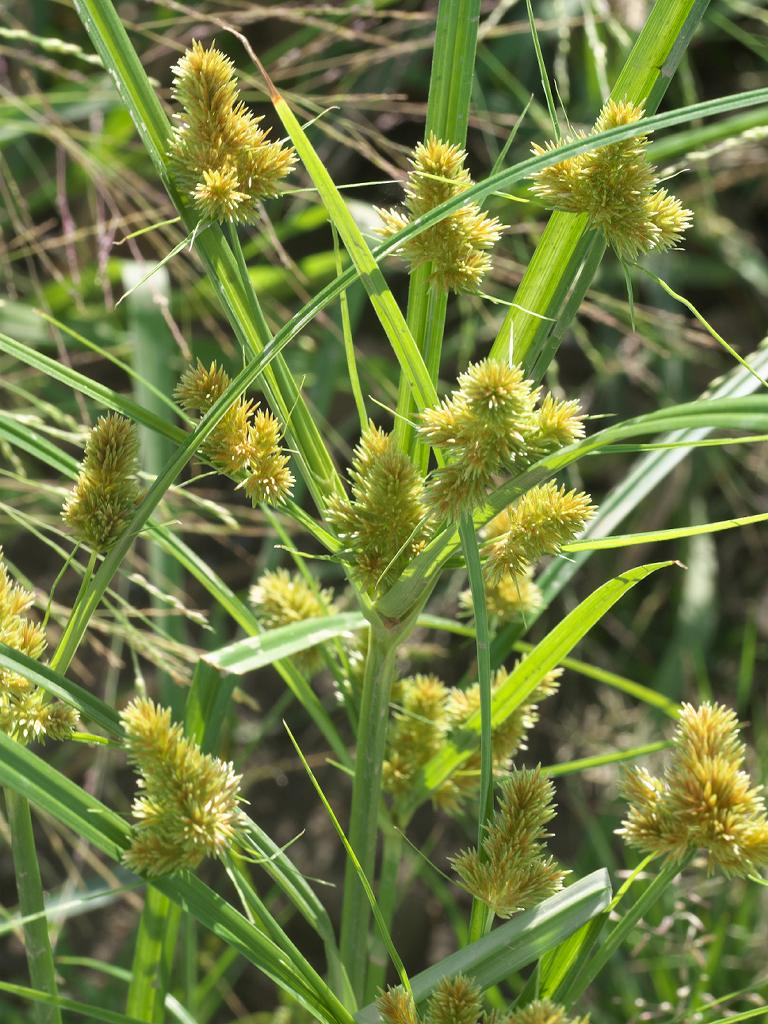
若い花序
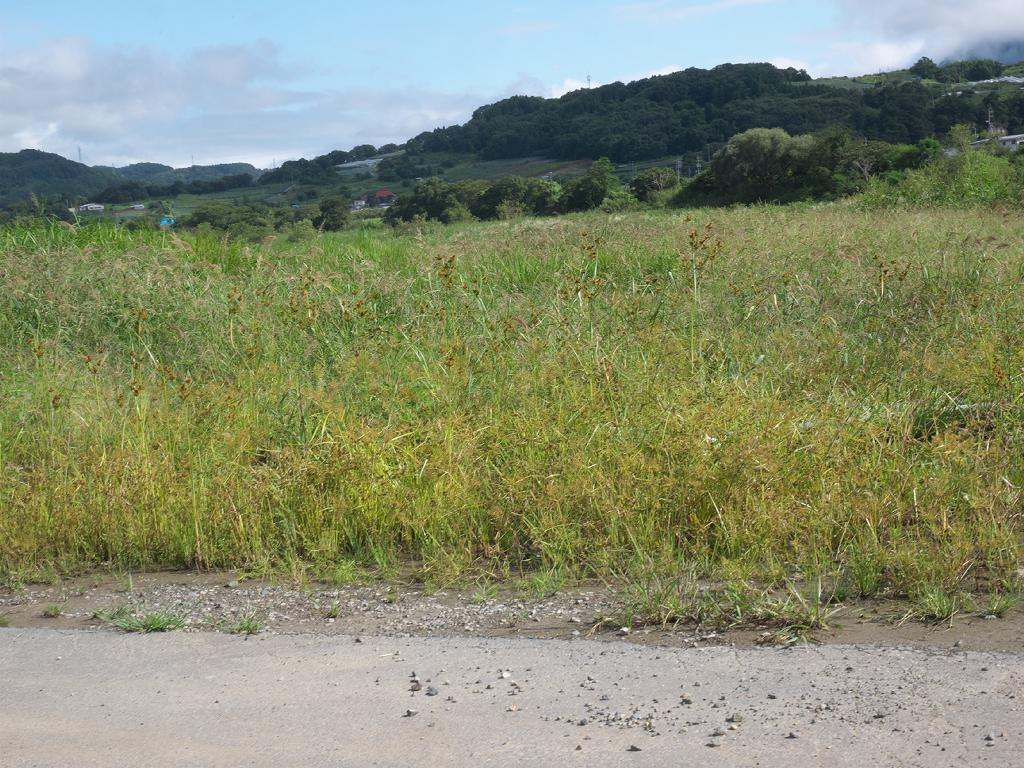
河川敷に生育している様子 ぬきんでて伸びているのが本種

## 分類、類似種など
カヤツリグサ属は世界の温暖な地域を中心に約700種が知られるが、日本では40種ばかりがある。そのうちで背丈が1m前後と大型になるものには本種の他にも色々あるが、本種はその中で苞葉がよく発達すること、花序が複散房状で分花序が楕円形であること、分花序に非常に多数の小穂が束状に密生するので分花序の主軸が外から見えないことなどが特徴的で判別しやすい種である。例えば同地域に見られるオニガヤツリ C. pilosus やミズガヤツリ C. serotinus などはいずれも複散房状に分花序をつけ、分花序は多数の小穂をつけるが、それらでは小穂は軸に対して大きい角度で出る(開出する)上に互いに多少の距離を開けて着くので主軸が外から見える。やはり大型になるツクシオオガヤツリ C. ohwii は分花序に多数の小穂を束状に密生させるもので、しかしこの種は多年生で根茎が発達する。またこの種はその分布が日本では福岡県と千葉県のみとなっている。

## 保護の状況
環境省のレッドデータブックには指定がないが、県別では石川県と長野県で絶滅危惧I類、新潟県、愛知県、岡山県でII類の指定があり、兵庫県では情報不足とされている。石川県では分布地が少なく、またその生育地が人里であるために農薬や土地の造営などにより生育地が荒らされることが懸念される一方で、埋土種子から突発的に発生する可能性も考えられている。　　　